# Parafia Podwyższenia Krzyża Świętego w Brzostku
Parafia Podwyższenia Krzyża Świętego w Brzostku – parafia rzymskokatolicka znajdująca się w diecezji rzeszowskiej w dekanacie Brzostek.
Terytorium parafii obejmuje miejscowości: Brzostek, Bukowa (z kościołem filialnym pw. Przemienienia Pańskiego), Klecie, Nawsie Brzosteckie, Wola Brzostecka oraz Zawadka Brzostecka.
Proboszczem w Brzostku był bp Kasper Józef Szajowski.